# Elimaea neglecta
Elimaea neglecta är en insektsart som beskrevs av Heinrich Hugo Karny 1926. Elimaea neglecta ingår i släktet Elimaea och familjen vårtbitare. Inga underarter finns listade i Catalogue of Life.